# Mutius von Tommasini

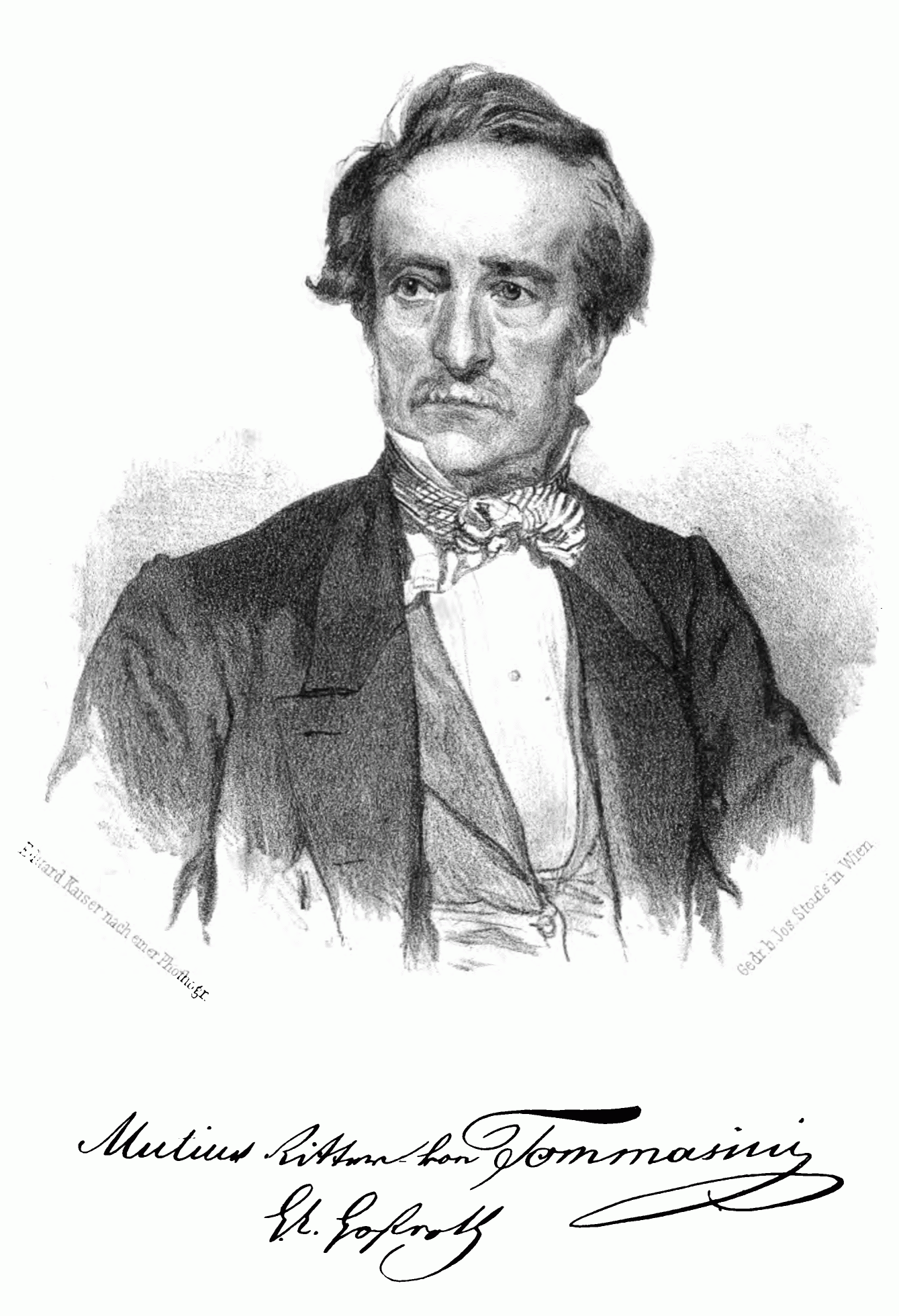
Mutius von Tommasini (Lithographie von Eduard Kaiser aus der Oesterreichischen Botanischen Zeitschrift 1866)

Mutius Joseph Spiritus Ritter von Tommasini (italienisch Muzio Giuseppe Spirito de Tommasini; * 4. Juni 1794 in Triest, Habsburgermonarchie; † 31. Dezember 1879 ebenda) war von 1839 bis 1860 Bürgermeister von Triest. Als istrischer, k. k. österreichischer Botaniker erforschte er die Flora Istriens und veröffentlichte die ersten Werke über die Pflanzenwelt der Halbinsel. Sein offizielles botanisches Autorenkürzel lautet „Tomm.“

## Leben
Mutius von Tommasini wurde am 4. Juni 1794 in der zur damaligen Zeit zur Habsburgermonarchie gehörenden Hafenstadt Triest als Sohn eines wohlhabenden Kaufmanns geboren. Er besuchte das Gymnasium in Ljubljana, wo sein Interesse für die Botanik geweckt wurde. Als seine Heimatstadt Triest und Ljubljana von den französischen Truppen Napoléons besetzt wurden, begab sich Tommasini 1811 nach Wien, um dort Medizin zu studieren. Inspiriert durch Joseph Franz von Jacquin, Botaniker und Professor an der Universität Wien, begann Tommasini die Flora in der Umgebung von Wien zu erforschen. Aufgrund einer Krankheit musste er sein Medizinstudium abbrechen und kehrte in seine Heimatstadt Triest zurück, die in der Zwischenzeit wieder österreichisch geworden war. Später studierte er Rechtswissenschaften an der Karl-Franzens-Universität in Graz. Aufgrund seines Studiums gab er seine Forschungstätigkeiten als Botaniker zunächst auf.
1817 erhielt Tommasini seine erste Anstellung als Beamter im Kreisamt von Istrien. In dem darauf folgenden Jahr wurde er zum Kreissekretär von Split befördert und wenig später als Konzipist ins Gubernium von Zadar berufen. Erst als Tommasini 1823 zum Kreiskommissar von Split ernannt wurde, nahm er seine Tätigkeit als Botaniker erneut auf und unternahm unter anderem einige Forschungsreisen in das Biokovo-Gebirge. 1827 wurde er nach Kotor im heutigen Montenegro versetzt und unternahm zahlreiche Exkursionen an die Grenze zu Albanien. In demselben Jahr wurde er schließlich in seine Heimatstadt Triest zurückgerufen und musste infolgedessen die Erkundung der dalmatinischen Flora aufgeben. Trotz seiner politischen Karriere widmete er sich ab 1832 erneut seiner Forschungsarbeit und erkundete zusammen mit den Botanikern Bartolomeo Biasoletto (1793–1859) und Nicolas-Théodore de Saussure (1767–1845) das Österreichische Küstenland. 1837 begab sich Tommasini zusammen mit dem britischen Botaniker George Bentham (1800–1884) auf Exkursion ins Friaul, nach Krain und Kärnten.

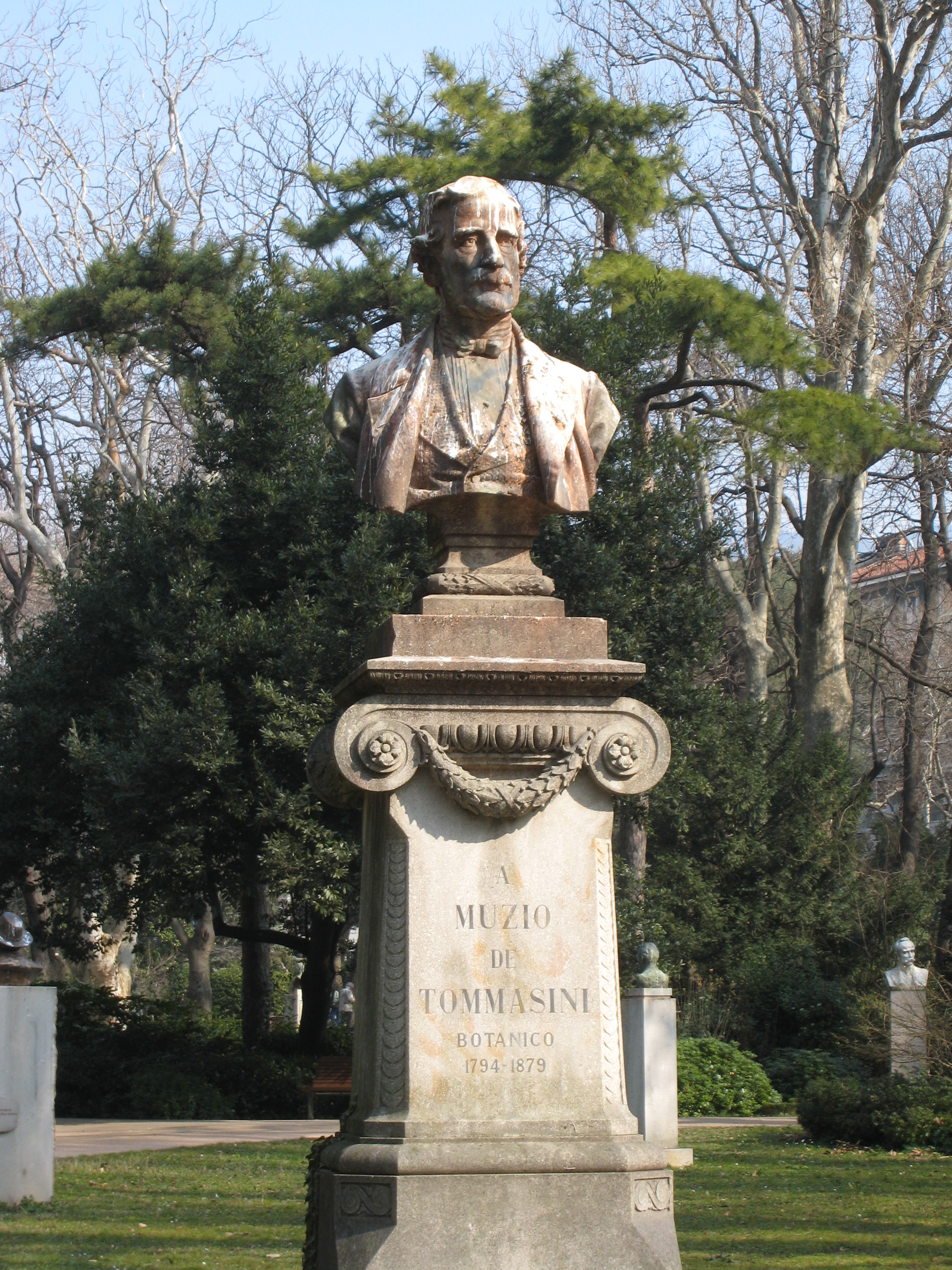
Büste von Mutius von Tommasini im Stadtpark von Triest

1839 wurde Tommasini zum Bürgermeister von Triest ernannt. Seine wissenschaftliche Arbeit beschränkte sich ab diesem Zeitpunkt auf die unmittelbare Umgebung von Triest, mit Ausnahme der Besteigung des Matajura bei Gorizia 1840. Um die Erkundung des österreichischen Küstenlandes voranzutreiben, engagierte Tommasini von 1841 bis 1843 den Münchner Botaniker Otto Sendtner (1813–1859). Die von Sendtner gesammelten Pflanzen zählen heute zum wertvollsten Bestandteil von Tommasinis Herbarium. Tommasini stand in den darauf folgenden Jahren im regen Austausch mit Botanikern und förderte die Entstehung des Naturkundemuseums Museo di Storia Naturale in Triest.
1860 trat Tommasini in den Ruhestand und widmete sich vollständig der Erforschung der örtlichen Flora.
Tommasini starb am 31. Dezember 1879 im Alter von 85 Jahren in Triest an den Folgen einer Lungenentzündung.

## Ehrungen
1856 wurde er Mitglied der Leopoldina.
Nach Tommasini wurde der Elfen-Krokus (Crocus tommasinianus Herb.) aus der Familie der Schwertliliengewächse (Iridaceae) und die Tommasini-Glockenblume (Campanula tommasiniana K.Koch) aus der Familie der Glockenblumengewächse (Campanulaceae) benannt. Auch die Pflanzengattung Tommasinia Bertol. aus der Familie der Doldenblütler (Apiaceae) ist nach ihm benannt.